# Aiuto, sono un ragazzo...!
Aiuto, sono un ragazzo...! (Hilfe, ich bin ein Junge) è un film del 2002 diretto da Oliver Dommenget.

## Trama
La vita dell'undicenne Emma è piena di problemi: la madre vuole che sia la migliore in tutto, il suo allenatore vuole che diventi una nuotatrice olimpica e il suo compagno di classe Mickey non fa che prenderla in giro. Per opera di una magia, una mattina, Emma si trasforma in Mickey e Mickey si trasforma in Emma. I due si ritrovano costretti a cercare una soluzione prima che passino 54 ore altrimenti non potranno più fare ritorno ai loro corpi originali.

## Riconoscimenti
- 2002 - German Film Awards
  - Candidato al Film Award in Gold per la miglior attrice non protagonista a Marie-Lou Sellem